# 约瑟夫·米斯利维切克
约瑟夫·米斯利维切克（捷克語：Josef Mysliveček，1737年3月9日—1781年2月4日），波西米亚作曲家。早年曾学习哲学，后离家学音乐。1767年他的歌剧《柏勒洛丰》首演大获成功。1770年结识了莫扎特一家并与他们成为好友。莫扎特曾在作品中采用过他的音乐主题。米斯利维切克是一位多产作曲家，写了26部歌剧和大量器乐作品。他的音乐风格优雅和谐，受意大利音乐影响较大。

## 外部連結
- 约瑟夫·米斯利维切克的免费乐谱，由国际乐谱典藏计划提供